# Johan Carl Strömfelt

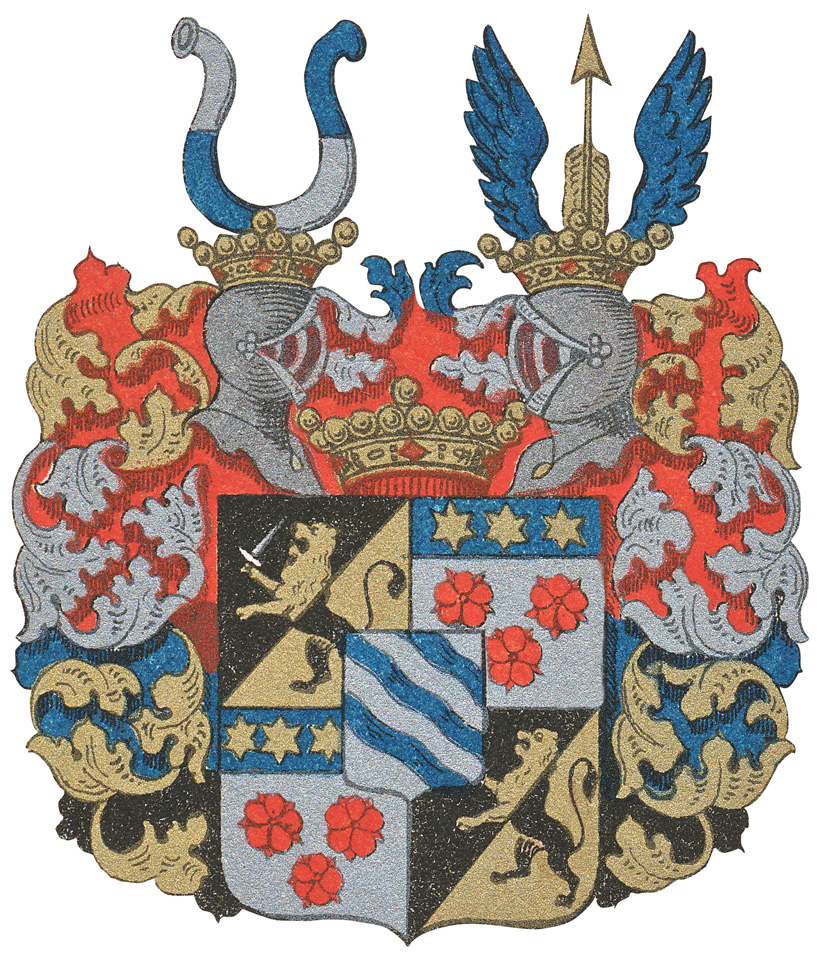
Ätten Strömfelts friherrliga vapen.

Johan Carl Strömfelt, född den 23 februari 1678 på Landsjö herrgård i Kimstads socken, Östergötlands län, död den 26 oktober 1736 i Stockholm, var en svensk greve, generallöjtnant och riksråd.
Johan Carl Strömfelt var son till Carl Filip Strömfelt. Han var herre till Landsjö säteri i Kimstads socken i Östergötlands län. Han var sonson till Johan Strömfelt, som var gift med Christina Törnsköld, dotterdotter till Dorotea Pedersdotter Grubb från Bureätten, samt brorson till Carl Harald Strömfelt.
Den 20 juni 1713 upphöjdes Johan Carl Strömfelt till friherre. Han introducerades som sådan 1719, men inte under farbroderns nummer utan som en egen ätt med nummer 125. Den 14 juni 1731 upphöjdes samme Johan Carl till greve och fick som sådan ättenummer 76. Denna grevliga ätt utgick på svärdssidan med sonen, den i fält stupade fänriken Carl Johan Strömfelt (1726-46), och på spinnsidan med dottern Ulrika Strömfelt, gift Sparre (1724–1780). Johan Carl Strömfelt avled 1736 i Stockholm. Han begravdes i Kimstads kyrka i Östergötland, där hans epitafium sattes upp.

## Biografi

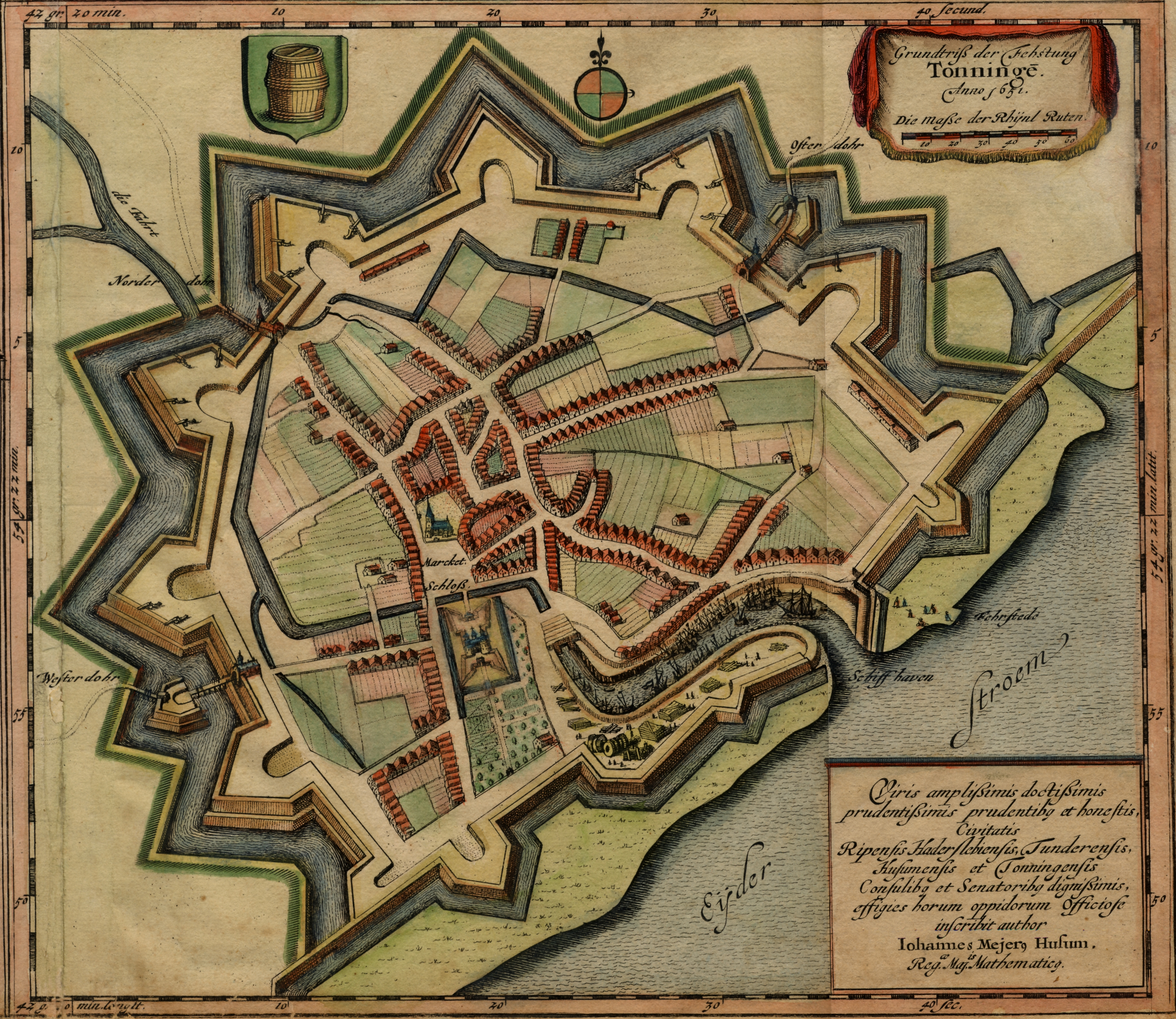
Under det Stora nordiska kriget var Johan Carl Strömfelt i maj 1713 fången vid fästningen i Tönning.

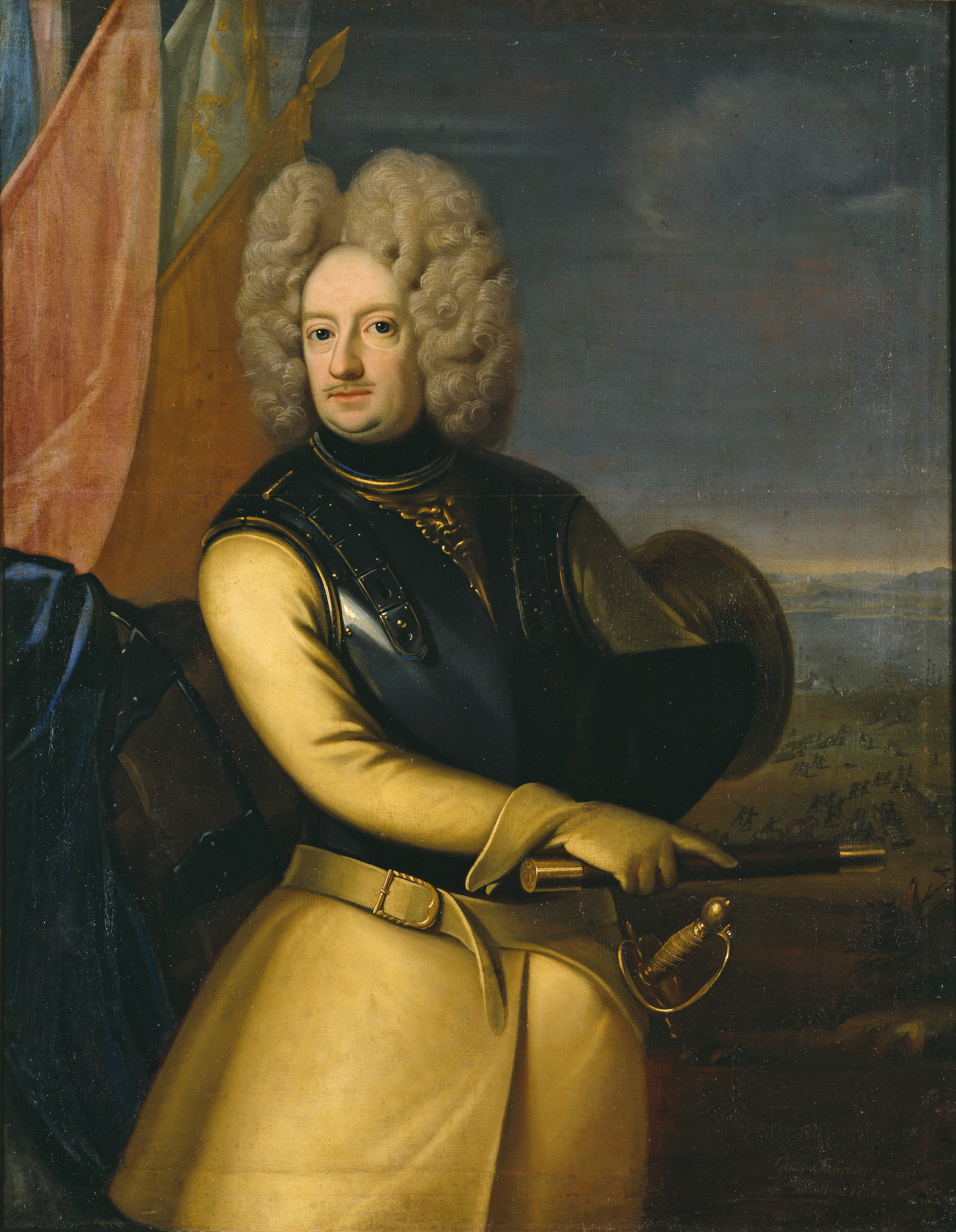
Magnus Stenbock (1665–1717) deltog i kapitulationen i Tönningen den 6 maj 1713. Efter belägringen blev Magnus Stenbock tillfångatagen där och sedan fängslad på Kastellet, Köpenhamn. Han satt i fängelset i Köpenhamn tills han avled den 23 februari 1717. Han ligger begravd i ett sidokor i Uppsala domkyrka. Oljemålning av Georg Engelhard Schröder (1684–1750).

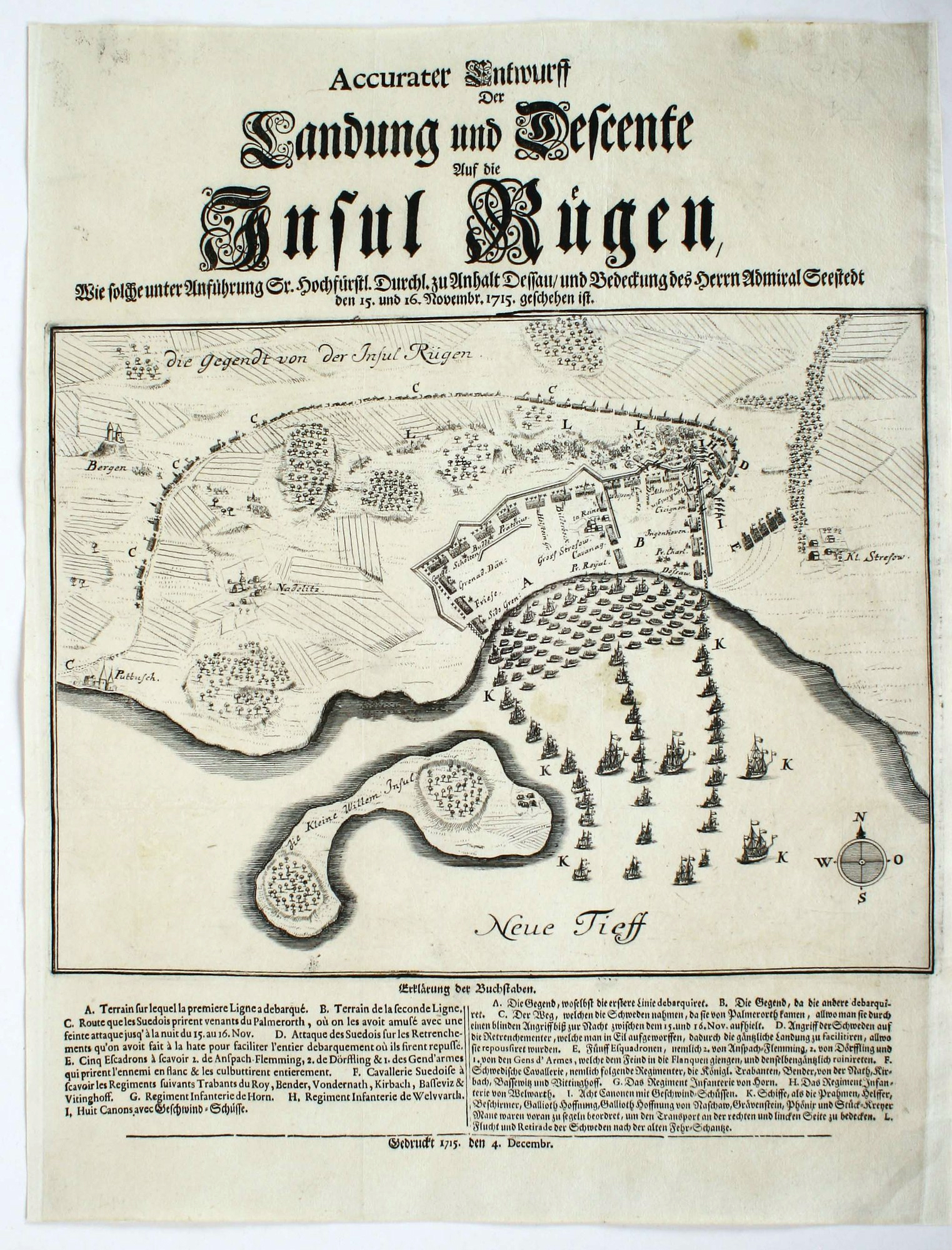
Landstigningen på Rügen och stridsplanen för 9 november 1715.

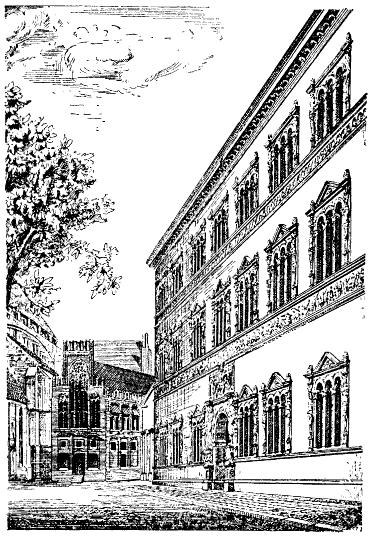
Fürstenhof i Wismar, ursprungligen hertigligt residens, sedan lokal för svenska överdomstolen (Wismarska tribunalet).

I januari 1697, då Strömfelt var 29 år gammal, blev han musketerare, eller musketör, det vill säga fotsoldat vid livgardet, som var beväpnade med musköt. De muskötbeväpnade trupperna användes ursprungligen som hjälpvapen till pikenerarna, och placerades antingen runt om dessa eller som flankskydd i de stora fyrkanternas hörn. Strömfelt blev från den 19 april samma år således också pikenerare vid livgardet. Ett år senare blev han i januari 1698 furir och i juni samma år blev han förare, det vill säga underofficer och sedan blev han också sergeant samma år. Inom militären är förare en underofficersgrad närmast sergeant. 
I januari 1700 blev Strömfelt kornett vid Livdragonregementet och i november samma år blev han löjtnant i Livdragonregementet. Regementet var ett dragonregemente och rangregemente under stora nordiska kriget. Det stora nordiska kriget hade utbrutit i februari 1700. Alliansen Ryssland, Danmark och Sachsen-Polen hade då bestämt sig för att kuva Sverige med sin unge oerfarne kung i regeringsställning. För att inta staden Narva i Estland, som var en av det svenska rikets östligaste utposter, hade ryska trupper marscherat över gränsen vid mitten av september 1700. Ett av de första slagen under det stora nordiska kriget var slaget vid Narva, som utkämpades vid den nordestländska staden Narva den 20 november 1700. 
I juli 1702 blev Strömfelt ryttmästare vid Södra skånska kavalleriregementet, som var förlagt till Ystads garnison i Ystad och i december 1704 blev han kapten vid Livdragonregementet (1700–1721). Han blev major vid Bremiska dragonregementet, ett tyskt kavalleriregemente, i april 1707, där han också blev överstelöjtnant i september 1709. I mars 1711 blev han överste för regementet och i mars 1713 blev han generalmajor av kavalleriet. Samma år den 20 juni blev han friherre och han introducerades sex år senare, år 1719, introducerades han under nummer 125.
Under det stora nordiska kriget blev de svenska och holsteinska trupperna omringade av en kombinerad rysk-sachsisk-polsk armé runt staden Tönning i början av 1713 och från den 16 maj 1713 var Johan Carl Strömfelt fången vid fästningen i Tönning, en stad i Schleswig-Holstein i norra Tyskland. Han kom hem från kapitulationen i Tönning i februari 1714. 
Belägringen av Tönning i Holstein-Gottorp, som var en allierad till Sverige, utspelades 1713 till februari 1714. Den andra armén bestod av danska, sachsiska och ryska trupper som belägrade staden. Befälhavare för Tsarrysslands armé var Aleksandr Mensjikov, han var rysk furste och hertig av Ingermanland. Dessa tre arméer tvingade den svenska fältmarskalken Magnus Stenbock att kapitulera med sin svenska armé. Stenbocks kapitulation vid Tönningen skedde den 6 maj 1713. Den svenska styrkan som bestod av resterna av Magnus Stenbocks armé på 16.000 man. När 2800 svenskar insjuknade blev Stenbock tvungen att kapitulera. De holsteinska soldaterna kapitulerade i februari 1714.
Men Johan Carl Strömfelt blev åter fången den 5 november 1715 vid Stresow när danska, sachsiska och preussiska trupper landsteg nära fiskebyn Gross Stresow på sydkusten av ön Rügen i Svenska Pommern. Slaget vid Stresow ägde rum den 9 november 1715. Under befäl av kung Karl XII följdes landstigningen av ett kavalleriangrepp från öns svenska försvar. Trots brist på trupper valde Karl XII att attackera det befästa lägret. Svenskarna gjorde en genombrytning och de lyckades komma förbi de spanska ryttarna, men de slogs snabbt tillbaka efter svåra förluster. När landstigningen var säkrad fortsatte koalitionstrupperna att bekämpa de sista kvarvarande svenskarna på Rügen och när ön slutligen blev ockuperad anslöt sig koalitionstrupperna med belägringstrupperna vid Stralsund. Kung Fredrik Vilhelm I av Preussen landsatte trupper vid Gross Stresow under det Stora nordiska kriget. Dessa trupper fördrev de svenska trupperna, som anfördes av kung Karl XII, från Rügen över Strelasund till staden Stralsund, som sedan en tid varit belägrad av danskar och preussare. Fiskebyn vid Gross Stresow har blivit känd för slaget vid Stresow, som ägde rum den 15 november 1715 mellan Preussen och Sverige. Genom freden som undertecknades i Stockholm den 9 november 1719 återlämnades Rügen till Sverige trots att Preussen hade erövrat ön under kriget. Fred slöts då mellan Sverige och Hannover i Första freden i Stockholm och då avträddes Bremen och Verden. Johan Carl Strömfelt kom hem från Gross Stresow på nytt i november 1717.
Strömfelt utsågs till generallöjtnant i maj 1719 och i juni året därpå, 1720, blev han överhauptman i Wismar, som var i svensk besittning från 1632 till 1803 och då styrdes Wismar av Sverige. Den 1 augusti 1723 blev han chef för Närke-Värmlands regemente. Fyra år senare, den 8 juli 1727 utsågs Strömfelt till riksråd. Den 14 juni 1731 upphöjdes Johan Carl Strömfelt till greve och introducerades samma år under nummer 76. Fem år senare avled Strömfelt den 26 oktober 1736 i Stockholm och begravdes i Kimstads kyrka i Östergötland, där hans epitafium sattes upp.

## Giftermål
Johan Carl Strömfelt var gift med Hedvig Elisabet Wrangel (1687–1751). Hon blev hovmästarinna i november 1736 och överhovmästare hos drottning Lovisa Ulrika 1742 och 1746 blev hon guvernant för de kungliga barnen. Wrangel var dotter till översten Jurgen Johan Wrangel, som var farfar till herrarna Wrangel, som naturaliserades Wrangel och hans första fru grevinnan Margareta Stenbock ur släkten Stenbock. Hon efterträddes som överhovmästarinna av Ulla Tessin och som kunglig guvernant av Ulrica Schönström.

## Barn

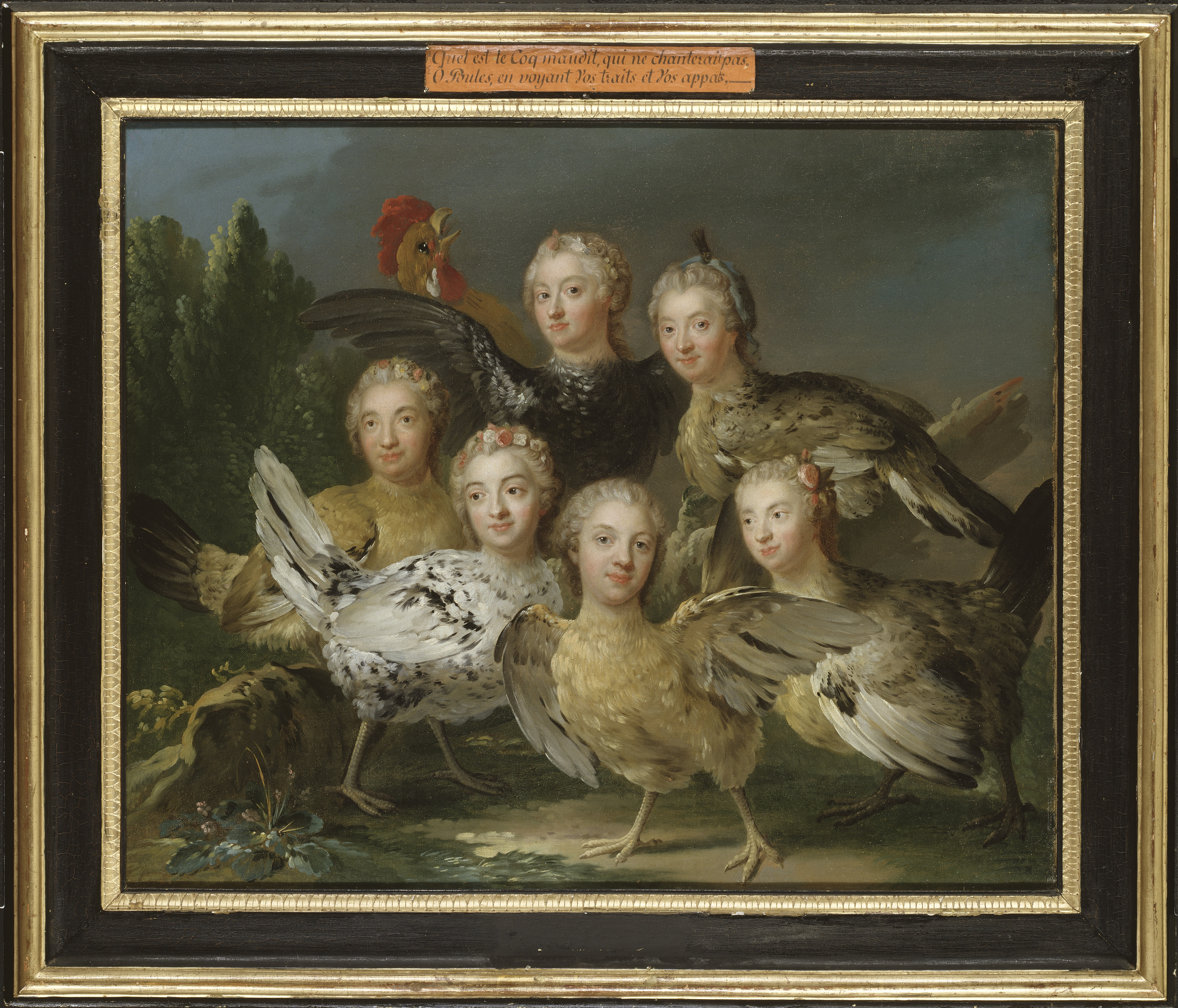
Johan Carl Strömfelts båda döttrar Ulrika Strömfelt och Agneta Strömfelt finns med på den så kallade Hönstavlan av Johan Pasch den äldre, målad 1747. Döttrarna var vid tillfället hovfröknar, liksom de andra fyra damerna på målningen.
Nationalmuseum, Stockholm, Statens porträttsamling på Gripsholm.

- Ulrika Eleonora Strömfelt född 11 september 1724, död 30 april 1780 i Stockholm. Hon blev hovfröken hos drottning Ulrika Eleonora (1688–1741) den 28 januari 1739 och hovfröken hos drottning Lovisa Ulrika år 1744. Lovisa Ulrika var guddotter till drottning Ulrika Eleonora, efter vilken hon fick sitt namn Ulrika, eftersom hon hade fötts strax efter fredsfördraget mellan Sverige och Preussen. Ulrika Strömfelt blev kammarfröken den 30 augusti 1748, från vilket uppdrag hon tog avsked den 10 maj 1756. Hon gifte sig den 14 december 1756 med riksrådet och överståthållaren friherre Carl Sparre (1723–1791). Sparre var redan som ung nära vän med Carl Gustaf Tessin och hade åtföljt honom 1739 på hans ambassad till Frankrike. Efter giftermålet med Carl Sparre återvände hon till hovet från den 16 maj 1777, när hon efterträdde Anna Maria Ehrensvärd som överhovmästarinna hos drottning Sofia Magdalena, en post hon innehade till sin död 1780.

- Agneta Margareta Strömfelt (1725–1760), född tvilling den 7 december 1725 i Stockholm. Hon blev hovfröken hos drottning Lovisa Ulrika den 1 december 1741. Agneta Margareta Strömfelt gifte sig den 10 oktober 1754 på Stockholms slott med generalmajoren och landshövdingen friherre Carl Adlerfelt (1719–1769) i hans andra gifte. Hon avled i barnsäng 15 augusti 1760 och begravdes 27 november 1761 i Kimstads kyrka i Östergötland.

- Carl Johan Strömfelt (1725–1745), född tvilling den 7 december 1725 i Stockholm. Han blev student vid Uppsala universitet 31 januari 1737, därefter blev han fänrik i livgardet 30 juni 1743 och den 1 maj 1745 fick han tillstånd att gå i preussisk tjänst. Samma år den 3 september 1745 avled han under fälttåget i Schlesien och slöt därmed ätten på svärdssidan. Hans epitafium sattes upp i Kimstads kyrka i Östergötland.